# Quadrângulo de Amenthes

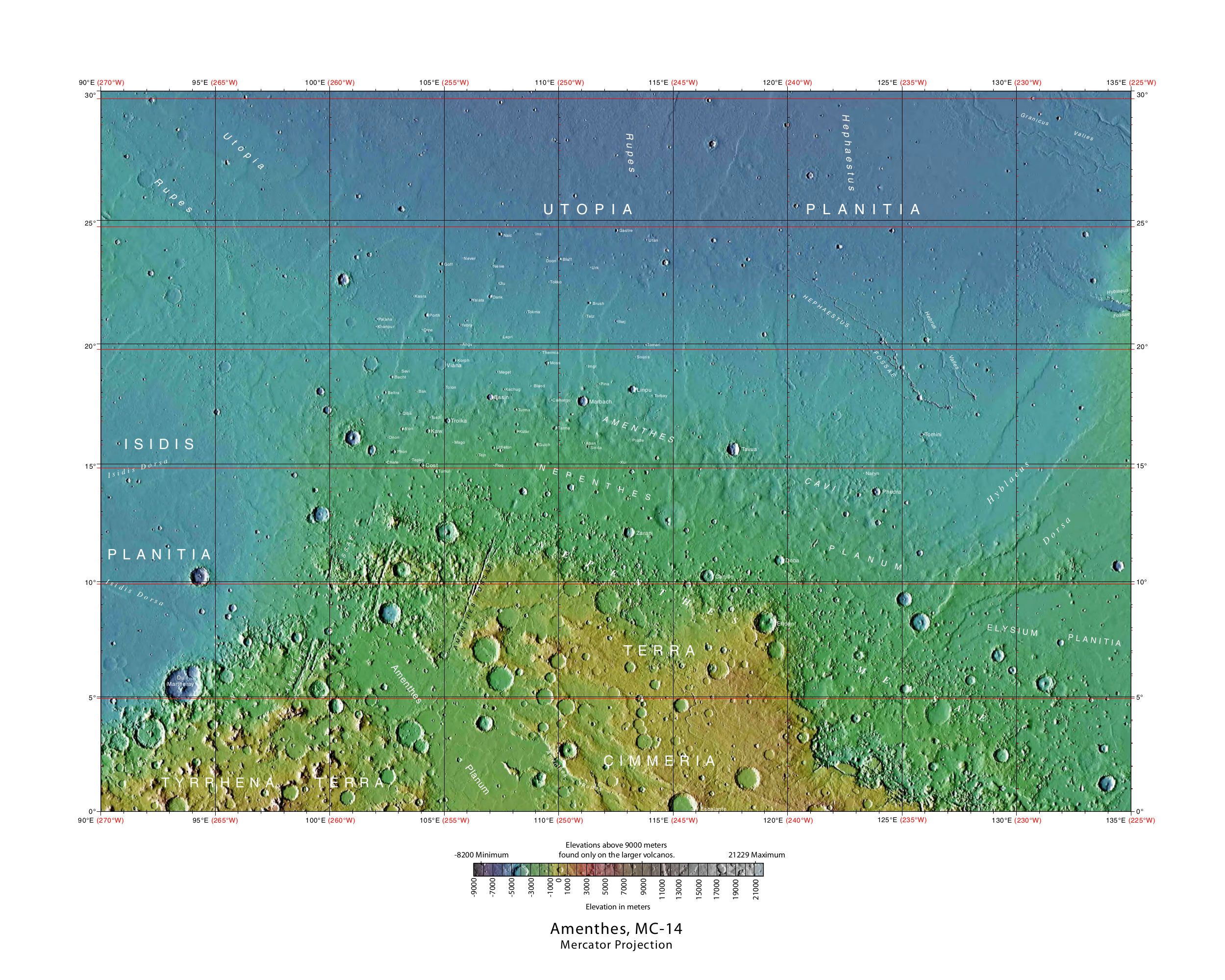
Quadrângulo de Amenthes

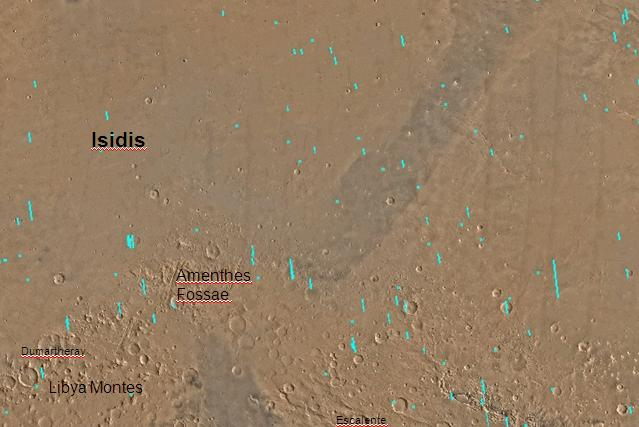
Mapa do quadrângulo de Amenthes. A porção noroeste é a bacia de impacto Isidis Planitia. A cratera Escalante se situa exatamente no equador.

O quadrângulo de Amenthes é um de uma série de 30 quadrângulos em Marte estabelecidos pelo Programa de Pesquisa de Astrogeologia do Serviço Geológico dos Estados Unidos (USGS em inglês). Também se pode referir ao quadrângulo de Amenthes como MC-14 (Mars Chart-14).
Este quadrângulo abriga a bacia de Isidis, onde carbonato de magnésio foi encontrado pela MRO.  Este mineral indica que a água estivera presente e que esta não era ácida. A vida pode ter existido nessa área. 
O quadrângulo cobre uma área que vai de 225° e 270° longitude oeste e de 0° a 30° latitude norte em Marte.

## Ejecta lobular ao redor de crateras
Algumas crateras na região de Amenthes (bem como em outras partes em Marte) exibem ejecta ao seu redor que possuem lóbulos. Acredita-se que a forma lobular seja ocasionada pelo impacto sobre a água ou solo contendo gelo. Cálculos sugerem que o gelo seja estável sob a superfície marciana. 
No equador a camada de gelo estável se encontra e uma profundidade de até 1 km de material, mas em altas latitudes o gelo pode se localizar a poucos centímetros abaixo da superfície. Isso foi comprovado quando os foguetes aterrissadores do aterrissador Phoenix removeram a poeira superficial do solo revelando uma superfície de gelo.  Quando maior é a cratera de impacto, maior é a sua penetração, é mais provável que uma cratera de grande porte possua um ejecta lobular devido ao impacto ter atingido a camada de gelo. Quando até mesmo as pequenas crateras apresentam lóbulos, o nível do gelo é próximo à superfície.  Essa ideia seria muito importante para futuro colonizadores de Marte, que viveriam próximos a fontes de água.

## Outras crateras
Crateras de impacto geralmente possuem uma borda com ejecta ao seu redor; em contraste as crateras vulcânicas não possuem borda ou depósitos de ejecta.   Às vezes as crateras exibirão camadas. A colisão que produz uma cratera é semelhante a uma poderosa explosão, na qual as rochas das camadas subterrâneas são trazidas para a superfície. As crateras têm o potencial de expor o que se oculta por baixo do solo.

## Hebrus Valles
Hebrus Valles possui tributários, terraços, e ilhas em forma de lágrima. A forma de lágrima das ilhas indica a direção em que a água costumava fluir. Os terraços podem ter sido causados por  diferentes camadas rochosas ou devido à água em diferentes níveis.  Essas formações são comuns em rios na Terra. 

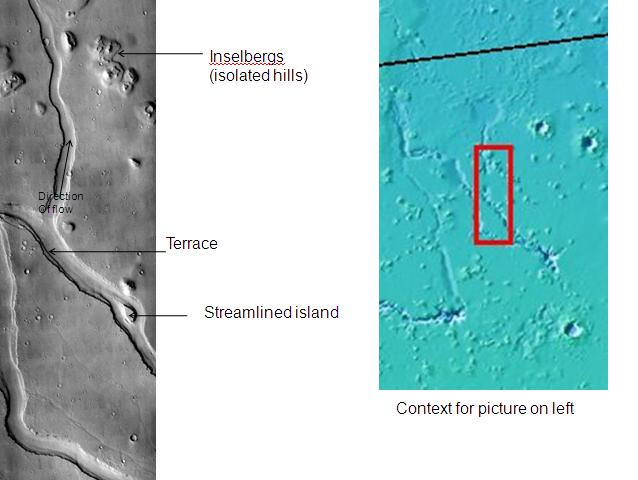
Hebrus Valles, visto pela THEMIS. A direção do fluxo é determinada pela forma das ilhas alinhadas com a corenteza.  Terraços podem ser originários de inundações separadas.

## Galeria

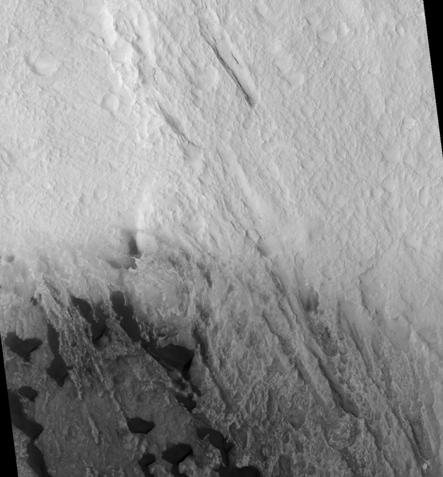
Região de Amenthes Fossae, vista pela HiRISE.